# Клаудкрофт (Нью-Мексико)
Клаудкрофт (англ. Cloudcroft) — селище (англ. village) в США, в окрузі Отеро штату Нью-Мексико. Населення — 750 осіб (2020).

## Географія
Клаудкрофт розташований за координатами 32°57′11″ пн. ш. 105°44′3″ зх. д. / 32.95306° пн. ш. 105.73417° зх. д. (32.953089, -105.734219).  За даними Бюро перепису населення США в 2010 році селище мало площу 4,04 км², з яких 4,03 км² — суходіл та 0,00 км² — водойми.

### Клімат
| Клімат : Клаудкрофт     | Клімат : Клаудкрофт | Клімат : Клаудкрофт | Клімат : Клаудкрофт | Клімат : Клаудкрофт | Клімат : Клаудкрофт | Клімат : Клаудкрофт | Клімат : Клаудкрофт | Клімат : Клаудкрофт | Клімат : Клаудкрофт | Клімат : Клаудкрофт | Клімат : Клаудкрофт | Клімат : Клаудкрофт | Клімат : Клаудкрофт |
| Показник                | Січ.                | Лют.                | Бер.                | Квіт.               | Трав.               | Черв.               | Лип.                | Серп.               | Вер.                | Жовт.               | Лист.               | Груд.               | Рік                 |
| Абсолютний максимум, °C | 17,8                | 17,2                | 21,1                | 23,9                | 29,4                | 31,7                | 31,7                | 29,4                | 29,4                | 24,4                | 21,1                | 20,6                | 31,7                |
| Середній максимум, °C   | 5,3                 | 6,7                 | 9,9                 | 14,3                | 18,8                | 23,2                | 21,8                | 21,1                | 19,3                | 15,3                | 9,7                 | 5,6                 | 14,2                |
| Середній мінімум, °C    | −7,5                | −6,1                | −4,1                | −0,7                | 3,3                 | 6,8                 | 8,5                 | 8,2                 | 5,1                 | 0,5                 | −4,2                | −7,4                | 0,2                 |
| Абсолютний мінімум, °C  | −29,4               | −28,9               | −21,1               | −15,6               | −10                 | −3,3                | 0,6                 | 1,1                 | −5,6                | −15                 | −21,7               | −25                 | −29,4               |
| Норма опадів, мм        | 41                  | 48                  | 34                  | 22                  | 33                  | 58                  | 151                 | 144                 | 79                  | 50                  | 37                  | 55                  | 751                 |
| ----------------------- | ------------------- | ------------------- | ------------------- | ------------------- | ------------------- | ------------------- | ------------------- | ------------------- | ------------------- | ------------------- | ------------------- | ------------------- | ------------------- |
| Джерело: WRCC           |                     |                     |                     |                     |                     |                     |                     |                     |                     |                     |                     |                     |                     |

## Демографія
Згідно з переписом 2010 року, у селищі мешкали 674 особи в 313 домогосподарствах у складі 193 родин. Густота населення становила 167 осіб/км².  Було 1043 помешкання (258/км²).
Расовий склад населення:
| - 93,0 % — білих - 1,5 % — корінних американців - 0,3 % — азіатів - 0,1 % — чорних або афроамериканців - 1,6 % — осіб інших рас |

До двох чи більше рас належало 3,4 %. Частка іспаномовних становила 8,9 % від усіх жителів.
За віковим діапазоном населення розподілялося таким чином: 19,7 % — особи молодші 18 років, 56,1 % — особи у віці 18—64 років, 24,2 % — особи у віці 65 років та старші. Медіана віку мешканця становила 48,9 року. На 100 осіб жіночої статі у селищі припадало 98,2 чоловіків;  на 100 жінок у віці від 18 років та старших — 97,4 чоловіків також старших 18 років.
Середній дохід на одне домашнє господарство  становив 48 770 доларів США (медіана — 40 417), а середній дохід на одну сім'ю — 58 453 долари (медіана — 43 529). За межею бідності перебувало 19,4 % осіб, у тому числі 56,0 % дітей у віці до 18 років та 0,0 % осіб у віці 65 років та старших.
Цивільне працевлаштоване населення становило 231 осіб. Основні галузі зайнятості: мистецтво, розваги та відпочинок — 29,9 %, науковці, спеціалісти, менеджери — 17,3 %, освіта, охорона здоров'я та соціальна допомога — 17,3 %.